# Yerres
Yerres  [jɛʁ] je město v jihovýchodní části metropolitní oblasti Paříže ve Francii v departmentu Essonne a regionu Île-de-France.

## Poloha
Yerres sousedí s obcemi Crosne, Montgeron, Brunoy, Villecresnes a Limeil-Brévannes.

## Vývoj počtu obyvatel
Počet obyvatel

## Partnerská města
- Mendig, Německo